# مصرف روزانه قابل قبول
مصرف روزانه قابل قبول (به انگلیسی: Acceptable daily intake)، اندازه‌گیری مقدار یک ماده خاص (در ابتدا برای یک افزودنی غذایی، سپس برای باقی‌مانده یک داروی دامپزشکی یا آفت‌کش) در غذا یا آب آشامیدنی است که می‌تواند روزانه (به صورت خوراکی) مصرف شود. طول عمر بدون خطر قابل توجه برای سلامتی. مصرف روزانه قابل قبول معمولاً بر حسب میلی‌گرم (از ماده) به ازای هر کیلوگرم وزن بدن در روز بیان می‌شوند.